# Мизак Нестор Степанович
Нестор Степанович Мизак (нар. 1 жовтня 1948, с. Гермаківка Борщівського району Тернопільської області) — український історик-дослідник, науковець. Доктор історичних наук (2011), професор (2013).

## Життєпис
Закінчив Гермаківську середню школу.
У 1966—1967 рр. навчався у Чернівецькому технічному училищі № 1, де здобув спеціальність токаря. 1967—1970 рр. служив у секретному підрозділі штабу 153 ракетної бригади Прикарпатського військового округу. Після демобілізації працював будівельником у тресті «Чернівецьбуд» (1970—1975).
У 1966 році закінчив вечірнє відділення  історичного факультету Чернівецького університету (1979, нині національний університет).
У 1975—1976 рр. — науковий працівник відділу народних музеїв Чернівецького обласного краєзнавчого музею. У 1976—1989 рр. на різних посадах ідеологічного відділу апарату Першотравневого райкому Компартії України м. Чернівці.
У 1989—2002 рр. — викладач суспільних дисциплін у Чернівецькому будівельному технікумі. У 2002—2007 рр. — доцент-викладач Чернівецького фінансово-юридичного інституту.
Від 2007 р. — на посаді доцента, 2013 р. — професора кафедри релігієзнавства та теології Чернівецького національного університету імені Юрія Федьковича.
Заступник декана з навчально-методичної роботи (2013), член редколегії журналу «Буковинський журнал» (2013), спеціалізованої вченої ради із захисту кандидатських і докторських дисертацій на історичному факультеті Чернівецького університету (2013).
Ініціатор перепоховання полеглих повстанців та встановлення їм монумента в с. Гермаківка.

## Наукові ступені
У 2000 році захистив кандидатську дисертацію за темою «Південне Галицьке Надзбруччя у визвольній боротьбі ОУН, УПА у 1939—1953 рр.» (2000), у 2011 — докторську за темою «Боротьба УПА-«Захід» і збройного підпілля ОУН на західноукраїнських землях (1942—1960 рр.)».

## Відзнаки
Двічі (2000, 2002) лауреат літературної премії імені Воляників-Швабінських при фундації УВУ (м. Нью-Йорк, США).
Нагороджений ювілейними медалями Всеукраїнського братства ветеранів УПА, грамотами держадміністрацій Тернопільської, Хмельницької та Чернівецької областей (2002, 2005, 2007).

## Доробок
Серія книг «За тебе, свята Україно» про національно-визвольну боротьбу ОУН і УПА на території Тернопільської та Хмельницької областей:
- За тебе, свята Україно: Південне Надзбруччя у визвольних змаганнях ОУН-УПА / Н. Мизак. — Чернівці: Буковина, 1998. — 447 с. — ISBN 966-95385-3-Х
- За тебе, свята Україно: Південне Надзбруччя у визвольних змаганнях ОУН, УПА: Чортківський надрайон ОУН. Кн. 2[недоступне посилання з червня 2019]. / Н. C. Мизак. — Чернівці: Буковина, 2000. — 2000. — 415 с.
- За тебе, свята Україно: Заліщицький повіт у визвольній боротьбі ОУН, УПА. Кн. 3. / Н. С. Мизак. — 2-е вид. — Чернівці: Золоті литаври, 2002. — 2002. — 420 с.
- За тебе,свята Україно: Бучацький повіт у визвольній боротьбі ОУН, УПА. Кн. 4.[недоступне посилання з червня 2019] / Н. Мизак. — Чернівці: Букрек, 2004. — 400 с.: іл.
- За тебе, свята Україно: Кам'янець-Подільська обл. у визвольній боротьбі ОУН, УПА. Кн. 5. [Архівовано 5 грудня 2014 у Wayback Machine.] / Н. Мизак, В. Горбатюк; Дослідний ін-т «Студіюм». — Чернівці: Букрек, 2006. — 350 с.
- За тебе, свята Україно: Бережанський повіт у визвольній боротьбі ОУН, УПА (Козівський р-н). Кн. 6. / Н. Мизак. — Чернівці: Букрек, 2007. — 456 с. іл. — ISBN 978-966-399-089-7
- УПА-«Захід» і збройне підпілля ОУН у боротьбі за Українську Самостійну Соборну Державу у 1942-1960 рр.: монографія / Н. С. Мизак. — Чернівці: Прут, 2011. — 433 с. — (За тебе, свята Україно; кн. 7). — ISBN 978-966-560-469-3
- УПА-«Захід» у фотографіях / Н. Мизак; Чернівецький нац. ун-т ім. Ю. Федьковича; Дослідний ін-т «Студіум» (Торонто). — Чернівці: Чернівецький нац. ун-т, 2012. — 438 с. — (За тебе, свята Україно; кн. 8). — ISBN 978-966-423-243-9
- За тебе, свята Україно: Малокужелівський архів ОУН. Кн. 9. / Н. С. Мизак, Р. Д. Твердушкін, І. І. Коваль. — Чернівці: Чернівецький нац. ун-т, 2014. — 496 с.: іл. — ISBN 978-966-423-314-6
- Поцілунок Юди. Агентурна робота МДБ, МВС проти ОУН, УПА / Н. С. Мизак; Чернівецький нац. ун-т ім. Ю. Федьковича. — Чернівці; Торонто: Прут, 2011. — 222 с. — (За тебе, свята Україно; кн. 9). — ISBN 978-966-560-542-3
- Українська Голгофа — Уманський розстріл 1941 року / Н. С. Мизак; Чернівецький нац. ун-т ім. Ю. Федьковича. — Чернівці; Торонто: [б. в.], 2011. — 260 с.: іл. — (За тебе, свята Україно; кн. 10). — ISBN 978-966-423-211-8

Додатки до серії «За тебе,свята Україно»
- Курінний УПА «Бистрий» України герой: монографія / Н. С. Мизак; Дослід. ін-т «Студіюм». — Чернівці: Букрек, 2007. — 274 с. — Дод. до серії «За тебе, свята Україно». — ISBN 978-966-399-059-0
- Дух одвічної стихії і голосу крові: ОУН, УПА в печерах Тернопільщини / Н. Мизак, Ю. Зімельс; Терноп. іст.-мемор. музей політичних в'язнів. — Чернівці: Букрек, 2008. — 104 с. — Дод. до серії «За тебе свята Україно». — ISSN 978-966-3
- Село на нашій Україні: до 600-річчя першої писемної згадки про с. Стрілківці [Борщівський р-н] / Н. С. Мизак, І. Д. Балан, І. В. Романський. — Чернівці: Букрек, 2009. — 446 с. — Дод. до серії «За тебе, свята Україно». — ISBN 978-966-399-212-9
- Село — душа народу: Гермаківка у пам’яті та ідентичності: монографія / Н. C. Мизак. — Чернівці: Прут, 2011. — 364 с.: іл. — Дод. до серії «За тебе, свята Україно». — ISBN 978-966-560-475-4
- Повстанська муза: Повстанська і нар. творчість про визвольну боротьбу ОУН, УПА за Українську Самостійну Соборну Державу (1942-1960 рр.): монографія / Н. С. Мизак; Дослід. ін-т «Студіюм». — Чернівці: Прут, 2011. — 292 с. — Дод. до серії «За тебе, свята Україно». — ISBN 978-966-560-486-0
- Степан Бандера — соборник святої волі / Н. C. Мизак; Дослід. ін-т «Студіюм». — Чернівці: Прут, 2011. — 310 с.: іл. — Дод. до серії «За тебе, свята Україно». — ISBN 978-966-560-532-4

Інші книги, монографії
- Добром нагріте серце: [Про життєвий і творчий шлях Петра Гоя, ректора Українського Вільного Університету, громад. і політичного діяча]: монографія / Н. С. Мизак. — Чернівці: Золоті литаври, 2003. — 268 с. — ISBN 966-8029-47-Х
- Історія України: Методичні рекомендації до спецкурсу «Актуальні проблеми історії визвольної боротьби ОУН, УПА за незалежність України» / уклад. Н. С. Мизак ; Чернівецький нац. ун-т ім. Ю. Федьковича. — Чернівці: [б. в.], 2006. — 64 с.
- Пропам'ятна книга: Зб. газет. і журнал. матеріалів на світлу пам'ять д-ра, проф. Петра Гоя / ред.: Н. С. Мизак, Олена-Леся Гой. — Чернівці: [б. в.], 2005. — 178 с.: іл.
- Українська кров під Монте-Кассіно. Боротьба українців у лавах польської армії В. Андерса проти німецького нацизму. — Чернівці: Рута, 2013. — 276 с.
- Сурма кликала до бою. — Чернівці: Рута, 2013. — 320 с.
- Філософсько-теологічний факультет. Історія і сучасність / Нестор Мизак // колективна монографія за наук. ред. член.-кор. НАПН України Балуха В. О. — Чернівецький національний університет: Рута, 2013. — 224 с.
- Митрополит Йосиф Сліпий у документах каральних органів СРСР / Нестор Мизак // Філософсько-богословська спадщина мислителів XVII—ХХ ст. // колективна монографія за  наук. ред. член.-кор. НАПН України Балуха В. О. — Чернівецький національний університет: Рута, 2013. — С. 282-299.

Також є автором понад 250 публікацій на українську патріотичну тематику.